# Покровский монастырь (Лукино)
Покро́вский монасты́рь — женский монастырь Нижегородской епархии Русской православной церкви. Расположен в селе Лукино в Богородском районе Нижегородской области.
Первый монастырь Нижегородской епархии, основанный после 1917 года

## История
С 1993 года в селе Лукино Богородского района стал возрождаться построенный в 1866 году и закрытый в 1930-е годы Покровский храм.
В 2000 году была устроена женская монашеская община.
В 2006 году Покровский храм был освящен великим чином. 26 декабря 2006 года решением Священного Синода община преобразована в монастырь Благословение от архиепископа Георгия получено в день Собора Пресвятой Богородицы — 8 января 2007 года.
26 июня 2007 года иерей Сергий Мохов назначен старшим священником монастыря.
4-5 июня 2009 года через обитель прошёл крестных ход с Оранской иконой Божией Матери.
14 октября 2009 года в праздник Покрова Пресвятой Богородицы архиепископ Нижегородский и Арзамасский Георгий совершил Божественную литургию в главном храме Покровского женского монастыря.
По состоянию на 2009 год это единственный монастырь в Нижегородской епархии, основанный в новое время.

## Настоятельницы монастыря
Первой настоятельницей монастыря стала монахиня Варвара (Жукова), которая родилась 12 июня 1942 года в городе Асбесте Свердловской области. 21 мая 1996 года, в день памяти святого апостола и евангелиста Иоанна Богослова, по благословению Высокопреосвященнейшего Николая, митрополита Нижегородского и Арзамасского, была пострижена в иночество (с оставлением имени, данного при крещении) иеромонахом Иннокентием в Благовещенском мужском монастыре города Нижнего Новгорода.
14 марта 2006 года, в праздник преподобномученицы Евдокии, в храме Покрова Пресвятой Богородицы села Лукино Высокопреосвященнейшим Георгием, архиепископом Нижегородским и Арзамасским, была пострижена в мантию с именем Варвара в честь святой великомученицы Варвары.
26 декабря 2006 года на заседании Священного Синода в Москве было принято решение об открытии Покровского монастыря, монахиня Варвара была назначена его настоятельницей. 11 января 2007 года архиепископ Георгий за литургией в Воскресенском кафедральном соборе города Арзамаса возложил на настоятельницу нового монастыря наперсный крест по должности.
6 октября 2011 года скончалась первая настоятельница. В день похорон и на сороковой день после смерти монахини Варвары литургию в монастыре служил архиепископ Георгий.
6-7 июня 2012 года Священный Синод назначил игуменией Гавриилу (Суханову). За литургией в престольный праздник в обители митрополит Георгий возвёл монахиню Гавриилу в сан игумении и вручил ей игуменский посох.